# Накашидзе
Накаши́дзе (груз. ნაკაშიძე) — грузинский княжеский род из Гурии.
После присоединения Гурийского княжества к Российской империи (1828) — с 6 декабря 1850 года князья Накашидзе вошли в список княжеских родов Российской империи.
Клан возвысился в конце XVI века. Владели крепостями в Цихисперди (до 1911 года Цихе) и Вашнари; их родовой усыпальницей был монастырь в Цихе. Занимали в княжестве Гурия должность местумретухуцеса, посты моуравов Шемокмеди, Озургети, Чочхари, ведали таможенными сборами в Эрмени.

## Известные представители
- Александр Давидович Накашидзе — русский генерал от кавалерии, елизаветпольский губернатор.
  - Михаил Александрович Накашидзе — сын Александра Накашадзе, конструктор первого в Российской Империи бронеавтомобиля Накашидзе-Шаррон.
- Михаил Александрович Накашидзе — бакинский губернатор. Убит в 1905 г. армянским дашнаком в отместку за попустительство резне.
- Мери Назарьевна Накашидзе (1914—1986) — грузинская советская певица, народная артистка Грузинской ССР.